# Primno latreillei
Primno latreillei is een vlokreeftensoort uit de familie van de Phrosinidae. De wetenschappelijke naam van de soort is voor het eerst geldig gepubliceerd in 1888 door Stebbing.